# Cmentarz wojenny nr 316 – Gawłów
Cmentarz wojenny nr 316 – Gawłów – zabytkowy cmentarz znajdujący się we wsi Gawłów, gminie Bochnia, powiat Bochnia. Jeden z ponad 400 zachodniogalicyjskich cmentarzy wojennych zbudowanych przez Oddział Grobów Wojennych C. i K. Komendantury Wojskowej w Krakowie. Cmentarz znajduje się na terenie przykościelnego cmentarza ewangelickiego przy drodze z Bochni do Bogucic.
Na cmentarzu pochowanych jest łącznie 12 żołnierzy poległych w I wojnie światowej w 1 grobie zbiorowym oraz 3 pojedynczych. Polegli w dniach 30 listopada i 10 grudnia 1914 roku.
- 10 żołnierzy armii austriackiej
- 2 żołnierzy armii rosyjskiej

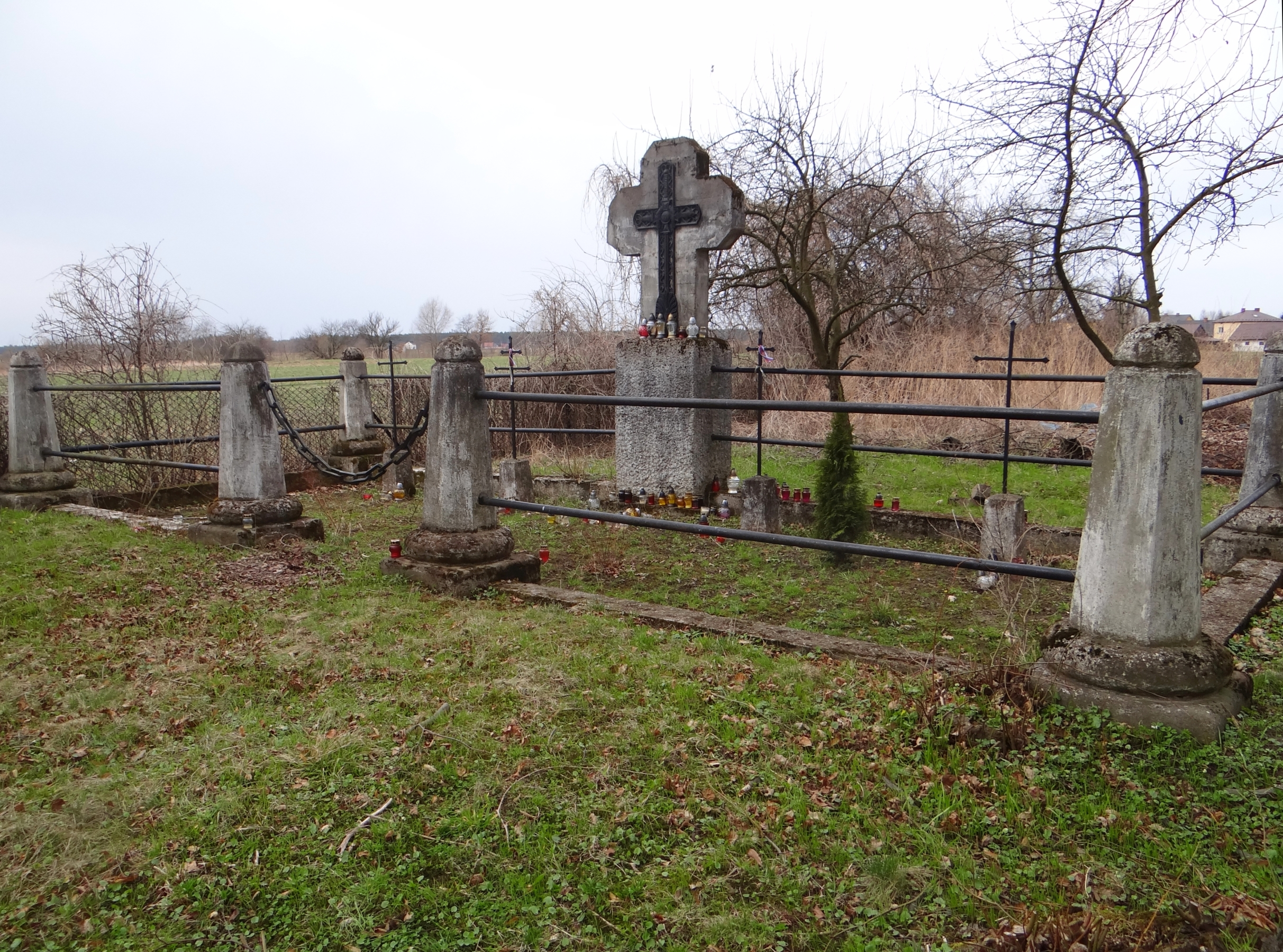
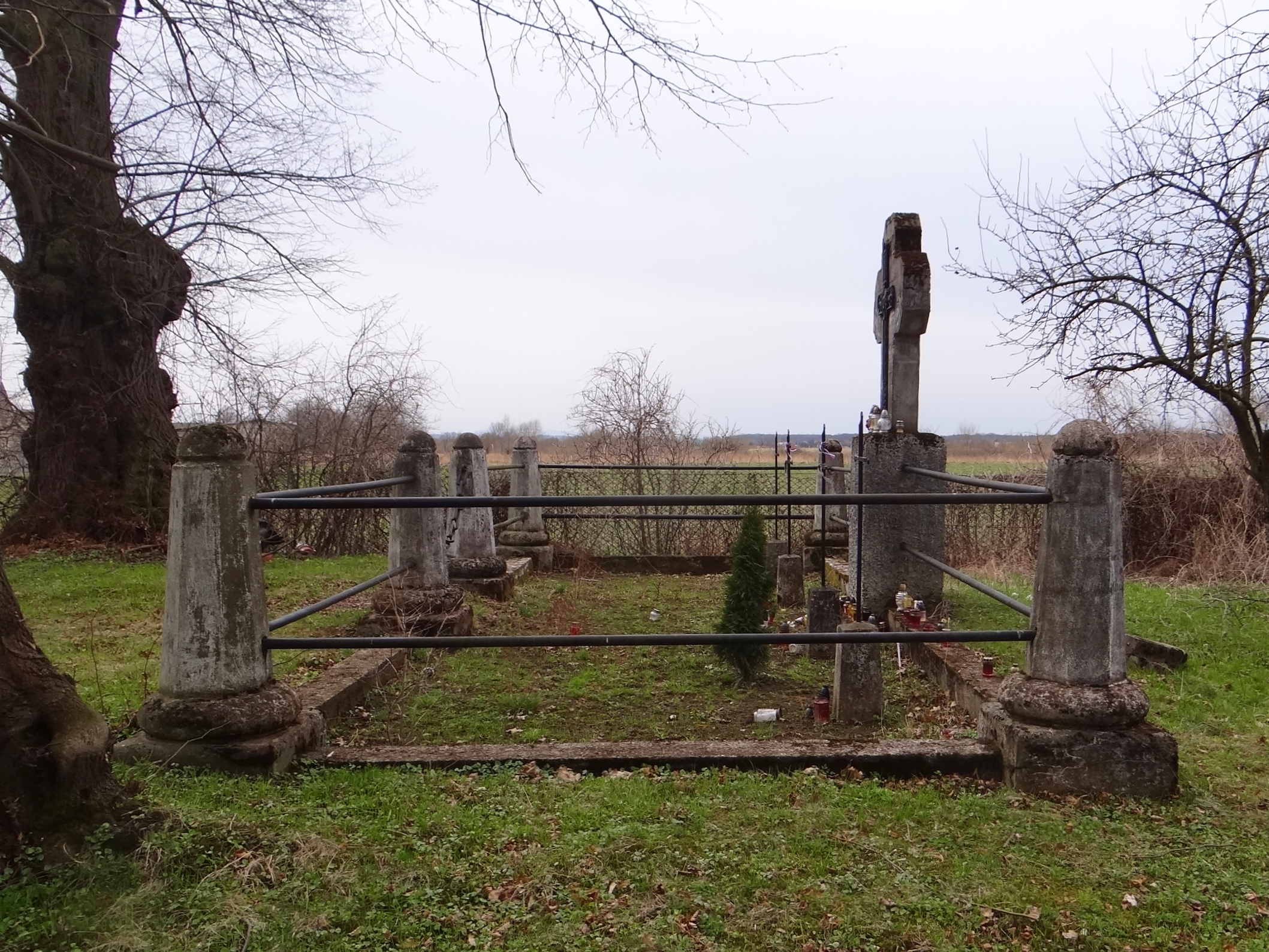
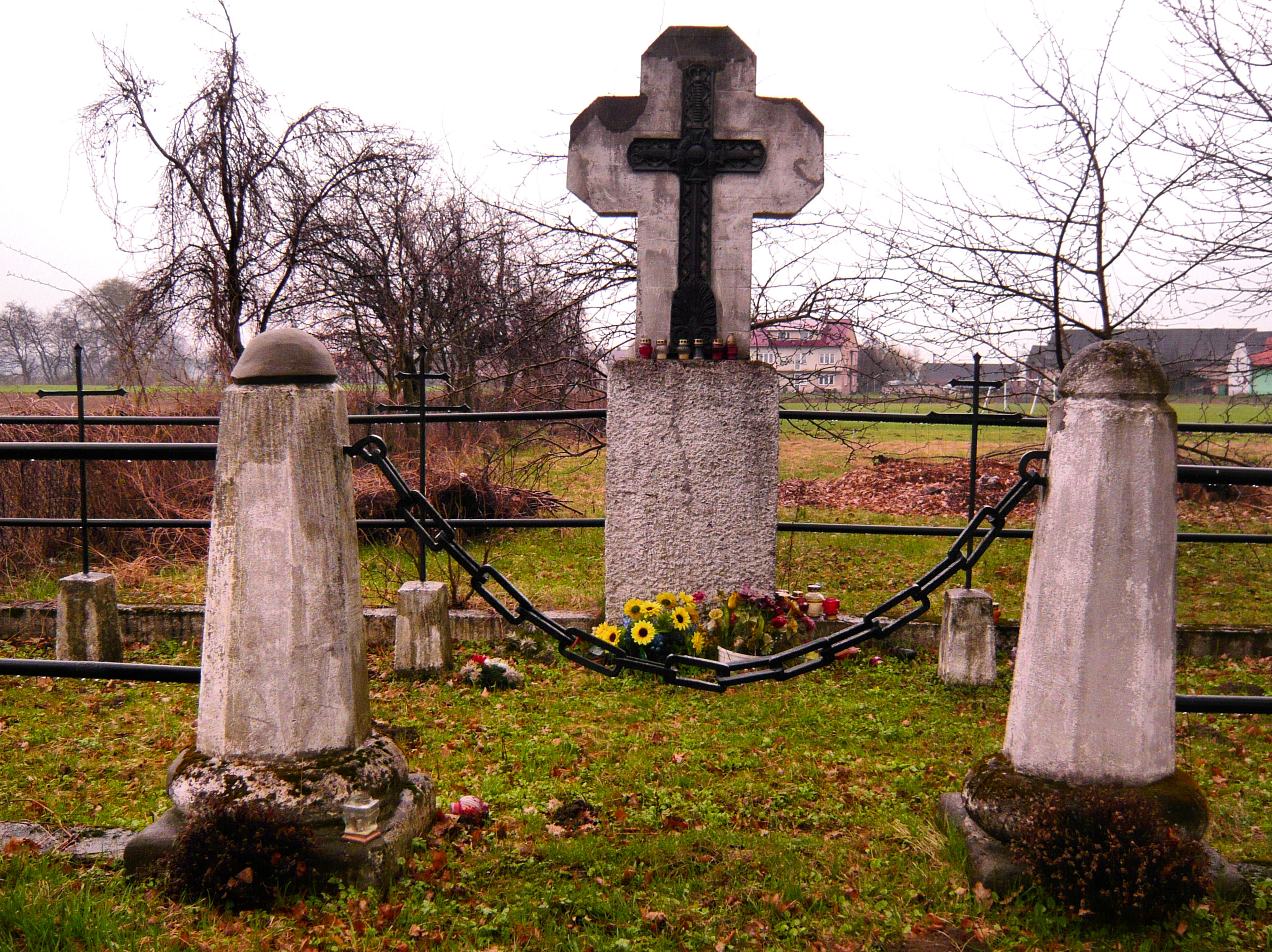

Zaprojektowany został przez Franza Starka. Jest zachowany w bardzo dobrym stanie. Ma kształt prostokąta o łącznej powierzchni 47 m². Ogrodzenie jest wykonane z betonowych słupów, połączonych dwoma porzeczkami z rur hydraulicznych. Bramka wejściowa jest wykonana z wiszącego kutego grubego łańcucha stalowego. Głównym obiektem na cmentarzu jest betonowy krzyż postawiony na około metrowej wysokości postumencie. Wkomponowano w niego żeliwny krzyż charakterystyczny dla dużej części cmentarzy z IX okręgu Bochnia. Nagrobki żołnierzy w postaci metalowych krzyży jednoramiennych i dwuramiennych osadzonych na betonowym cokole.